# Borophaginae
Borophaginae jsou vyhynulou podčeledí z čeledi psovití (Canidae).
Po starší podčeledi Hesperocyoninae představují Borophaginae druhou hlavní linii psovitých šelem. Všechny rody se vyskytovaly výhradně v Severní Americe, přičemž největší rozmanitosti dosáhly během miocénu.
Z čeledi psovití byli Borophaginae zřejmě nejrozmanitější skupinou a zástupci podčeledi obsadili množství ekologických nik. Podčeleď zahrnovala jak malé až středně velké všežravce (jako byli Cynarctoides, Phlaocyon a Cynarctus), tak mohutné hyperkarnivorní rody, jako byl Borophagus. Někteří zástupci byli schopni drtit kosti podobně jako většina moderních hyen – tato adaptace se objevovala spíše u pozdějších forem. Některé rody mohly být naopak primárně plodožravé.
První zástupci podčeledi se objevili ve spodním oligocénu, přibližně před 32 miliony lety, přičemž jedním z nejstarších zástupců byl rod Archaeocyon. Počáteční vývoj borophaginů zahrnoval několik linií menších až středně velkých psovitých šelem. Byly spíše všežravé, což bylo nejspíše způsobeno konkurenčním tlakem daným většími rody z podčeledi Hesperocyoninae, které představovaly vrcholové predátory té doby. Teprve během spodního až středního miocénu, před asi 19 až 15 miliony lety, se začaly objevovat první větší a dravější druhy. Během středního a svrchního miocénu se objevily formy, které se již řadily mezi vrcholové predátory. Sem lze zařadit zástupce subtribu Aelurodontina (jako rod Aelurodon), a především některé nejmladší rody subtribu Borophagina (Epicyon, Borophagus).
Borophagus byl vrcholným rodem celé podčeledi Borophaginae a zároveň jejím posledním přežívajícím zástupcem. Ve svrchním pliocénu, před asi dvěma miliony let, druhem Borophagus diversidens celá podčeleď vyhynula.